# Maledivische Demokratische Partei
Die Maledivische Demokratische Partei (Dhivehi ދިވެހިރައްޔިތުންގެ ޑިމޮކްރެޓިކް ޕާޓީ; englisch Maldivian Democratic Party; kurz: MDP) ist eine 2003 gegründete liberale politische Partei auf den Malediven, die sich für Menschenrechte und Demokratie auf der Inselgruppe einsetzt.
Weil die Maledivische Demokratische Partei nicht registriert werden durfte, arbeitete sie zunächst vom Exil in Sri Lanka aus. Am 26. Juni 2005 wurde die MDP schließlich zugelassen. Der Kandidat der MDP Mohamed Nasheed gewann bei den Präsidentschaftswahlen 2008 gegen den ehemaligen Diktator Maumoon Abdul Gayoom. Präsident Nasheed trat jedoch nach einem Putschversuch am 7. Februar 2012 zurück.
Bis November 2018 war die Partei in der Opposition. Ibrahim Mohamed Solih, der Mitglied der Maledivischen Demokratischen Partei ist, gewann im September 2018 die Präsidentenwahlen.